# Etrocorema nigrogeniculatum
Etrocorema nigrogeniculatum är en bäcksländeart som först beskrevs av Günther Enderlein 1909.  Etrocorema nigrogeniculatum ingår i släktet Etrocorema och familjen jättebäcksländor. Inga underarter finns listade i Catalogue of Life.